# Klaus Ebeling
Klaus Ebeling (* 27. November 1931 in Berlin; † 7. März 2011 ebenda) war ein deutscher Schauspieler.

## Leben
Klaus Ebeling wuchs als zweiter Sohn einer Souffleuse und des Schauspielers Rudolf Ebeling (* 1905, gefallen 1944) in Berlin-Mitte in der Johannesstraße 22 auf. Die Gebäude der Johannesstraße Nr. 5–7 sowie Nr. 22 wurden bei den Versuchen, das Haupttelegraphenamt in der Oranienburgerstraße zu treffen, durch anglo-amerikanische Bombenangriffe komplett zerstört, Klaus Ebeling wurde in den letzten Tagen des Zweiten Weltkrieges als dem Volkssturm zugeordneter Hitler-Junge durch Granatwerfer-Splitter schwer verwundet.
Die begonnene Mittelschule konnte er nach dem Krieg beenden, er begann beim Bau zu arbeiten, wurde journalistisch als Volkskorrespondent und Kameraassistent tätig und geriet über einer Zeitungs-Reportage zu den Dreharbeiten für den Spielfilm Verwirrung der Liebe zur DEFA. Diese Produktion fand in der nämlichen Babelsberger Atelierhalle statt, in der er durch Vermittlung seines Vaters bereits als sechsjähriger Junge unter der Regie von Karl Anton an der Seite von Camilla Horn und Werner Peters in einem Kinofilm der Lloyd-Film GmbH (Berlin) mitgewirkt hatte.
Ab Ende der 1950er-Jahr drehte Ebeling dann als Schauspieler in vielen DEFA- und DFF-Filmproduktionen. Seiner Körpergröße und markanten Nase wegen oft in Rollen als SA-/SS-Mann, Wehrmachtsoldat, Ganove, Polizist, Arbeiter, o. ä. Zu Ebelings Förderern gehörten die Regisseure Günter Reisch, Manfred Wekwerth und der Schauspieler Harald Engelmann. Neben Theaterrollen – zum Beispiel im Stadttheater Plauen – engagierte sich Ebeling auch als Regisseur für Produktionen von Arbeiter- und Bauerntheater-Ensembles und wirkte 1998/1999 an zwei Inszenierungen des Kabaretts „Die Kiebitzensteiner“ in Halle mit.
Er war Sprecher in zahlreichen Hörspielproduktionen des Rundfunks der DDR. In dem biographischen Originalton-Feature Ich war auch mal der Geist von Hamlets Vater – Frau Bechstein, der Führer und Klaus Ebeling, das Günter Kotte 2007 für den MDR-Hörfunk produzierte, erzählte Ebeling von seiner Laufbahn als Nebenrollen-Spieler.

## Filmografie (Auswahl)
- 1961: Septemberliebe
- 1961: Mord an Rathenau (Fernsehfilm)
- 1962: Fernsehpitaval: Auf der Flucht erschossen (Fernsehreihe)
- 1962: Josef und alle seine Brüder (Fernsehfilm)
- 1962: Indizien – Geständnisse – Beweise: Punkt Zwölf in der Maskenbar (Fernsehserie)
- 1963: Der Andere neben dir (Fernsehfilm)
- 1963: Drei Kriege – 1. Teil: Tauroggen (Fernsehfilm)
- 1965: Berlin, Kapitel IV: Berlin um die Ecke
- 1969: Jungfer, Sie gefällt mir
- 1969: Rendezvous mit Unbekannt – Grüße von drüben (Fernsehserie)
- 1970: Im Spannungsfeld
- 1971: Kennen Sie Urban?
- 1972: Anfang am Ende der Welt (Fernsehfilm)
- 1972: Fragen Sie Professor Kaul (Rechtsberatung Fernsehreihe 1972–1981)
- 1973: Die Elixiere des Teufels
- 1973: Zement (Fernsehfilm)
- 1973: Unterm Birnbaum
- 1973: Die Hosen des Ritters von Bredow
- 1972: Das unsichtbare Visier – Das Nest im Urwald (Fernsehserie)
- 1973: Das unsichtbare Visier – Das Wasserschloss (Fernsehserie)
- 1973: Das unsichtbare Visier – Der römische Weg (Fernsehserie)
- 1973: Die sieben Affären der Doña Juanita (vierteiliger Fernsehfilm)
- 1974: Hans Röckle und der Teufel
- 1974: Die Frauen der Wardins (Fernseh-Dreiteiler)
- 1975: Die unheilige Sophia (Fernsehfilm)
- 1975: Kostja und der Funker (Fernsehfilm)
- 1972: Zum Beispiel Josef
- 1975: Kriminalfälle ohne Beispiel: Mord im Märkischen Viertel (Fernsehreihe)
- 1975: Die schwarze Mühle
- 1975: Mein blauer Vogel fliegt
- 1976: Die Insel der Silberreiher (Fernsehfilm)
- 1976: Das unsichtbare Visier – Sieben Augen hat der Pfau (Fernsehserie)
- 1976: Das unsichtbare Visier – Mörder machen keine Pause (Fernsehserie)
- 1976: Das Mädchen Krümel – Jung gefreit, hat nie gereut (Fernsehserie)
- 1976: Das blaue Licht
- 1976: Das Versteck
- 1977: Der gepuderte Mann im bunten Rock oder Musjöh lebt gefährlich (Fernsehfilm)
- 1977: Polizeiruf 110: Des Alleinseins müde (Fernsehfilm)
- 1977: Happy End (Fernsehfilm)
- 1978: Fleur Lafontaine
- 1978: Sabine Wulff
- 1978: Der gepuderte Mann im bunten Rock (Fernsehfilm)
- 1978: Brandstellen
- 1978: Eine Handvoll Hoffnung
- 1979: Karlchen, durchhalten! (TV)
- 1979: Die Rache des Kapitäns Mitchell (Fernsehfilm)
- 1979: Die lange Straße – Ein jeder gibt den Wert sich selbst (Fernsehfilm)
- 1979: Abschied vom Frieden (Fernsehfilm)
- 1979: Spuk unterm Riesenrad – Flucht in die Berge (Fernsehfilm)
- 1980: Die Heimkehr des Joachim Ott (Fernsehfilm)
- 1980: Archiv des Todes – Überall lauert der Tod (Fernsehserie)
- 1981: Der ungebetene Gast (Fernsehserie)
- 1981: Asta, mein Engelchen
- 1982: Dein unbekannter Bruder
- 1982: Der Notnagel (Fernsehfilm)
- 1982: Hotel Polan und seine Gäste (Fernsehfilm)
- 1982: Der Bauerngeneral – Das Raubgesindel (Fernsehserie)
- 1983: Die Schöne und das Tier (Fernsehserie)
- 1984: Mensch, Oma! – Kinder, Kinder...! (Fernsehserie)
- 1987: Schauspielereien – Berliner Pflanzen (Fernsehserie)
- 1987: Der Staatsanwalt hat das Wort: Für Elise (Fernsehserie)
- 1988: Der Staatsanwalt hat das Wort: Zerschlagene Liebe (Fernsehserie)
- 1988: Die Schauspielerin
- 1989: Johanna (Fernsehserie)
- 2005: Mein Name ist Eugen

## Hörspiele (Auswahl)
- 1970: Anne Dessau: Wassermänner – Regie: Joachim Staritz
- 1975: Sybill Mehnert: Willst du mein Freund sein? – Kinderhörspiel
- 1980: Brigitte Martin: Ermutigung III – Regie: Hannelore Solter
- 1981: Joachim Priewe: Heinrich Vogeler – Regie: Barbara Plensat
- 1982: Irina Liebmann: Sie müssen jetzt gehen, Frau Mühsam – Regie: Barbara Plensat
- 1985: Ricarda Bethke: Der große und der kleine Hegel – Regie: Karlheinz Liefers
- 1987: Selma Lagerlöf: Der Wechselbalg – Regie: Christa Kowalski
- 1988: Thomas Knauf: Die Stunde des Augenblicks – Regie: Peter Brasch
- 1988: Inge Ristock: Waldstraße Nummer 7: Der Plattenspieler – Regie: Edith Schorn
- 1988: Wolf Spillner: Kein Engel auf dem Felde, auch keine Hirten – Regie: Norbert Speer
- 1989: Peter Handke: Brieflein, brieflein, du wirst wandern – Regie: Norbert Speer
- 1989: Hans Fallada: Blanka, eine geraubte Prinzessin – Regie: Manfred Täubert
- 1989: Bodo Schulenburg: Tecumseh – Regie: Manfred Täubert
- 1990: Christoph Ullmann: Rost – Regie: Karlheinz Liefers
- 1991: Eckhard Mieder: Hände hoch, Hotel – Regie: Albrecht Surkau
- 1991: Jacob Grimm, Wilhelm Grimm: Die kluge Bauerntochter – Regie: Manfred Täubert
- 1992: Kerstin Hensel: Teufel und Soldat – Regie: Gerda Zschiedrich
- 1992: Melchior Schedler: Ist eds noch weit nach Amerika oder Traum des 12. Oktober – Regie: Jürgen Dluzniewski (Hörspiel – BR/DS-Kultur)
- 2007: Günter Kotte:  Ich war auch mal der Geist von Hamlets Vater – Frau Bechstein, der Führer und Klaus Ebeling (Hörfunk-Feature – MDR 2007)